# Bandaromimus matogrossensis
Bandaromimus matogrossensis är en insektsart som beskrevs av Keti Maria Rocha Zanol 2002. Bandaromimus matogrossensis ingår i släktet Bandaromimus och familjen dvärgstritar. Inga underarter finns listade i Catalogue of Life.